# 格哈德·克莱平格
格哈德·克莱平格（德語：Gerhard Kleppinger，1958年3月1日—），德国男子足球运动员，司职中场。他曾代表西德国奥队参加1988年夏季奥林匹克运动会足球比赛，获得一枚铜牌。